# Timor Plaza

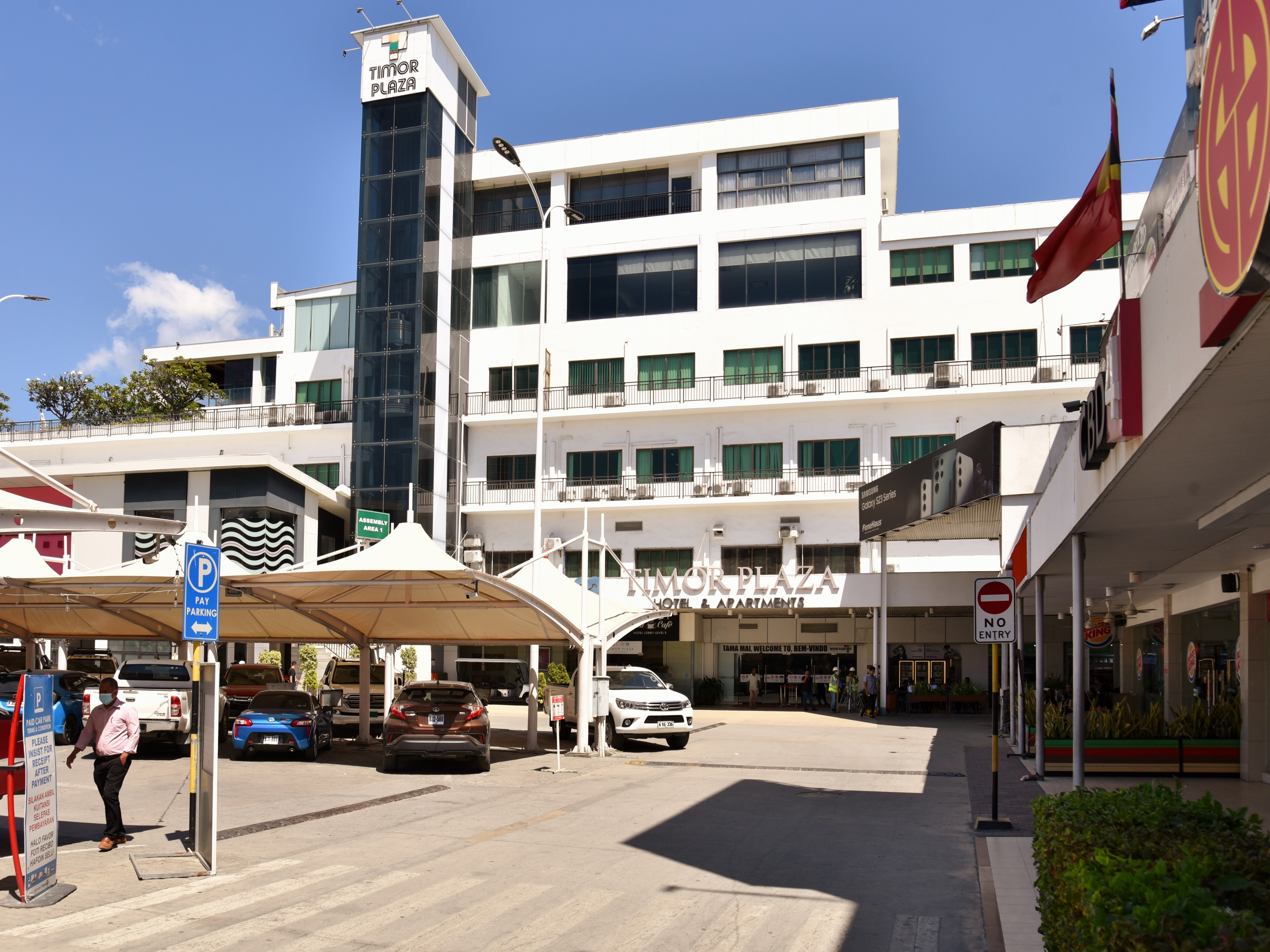
Timor Plaza (2023)

O Timor Plaza (abreviadamente TP) é o primeiro shopping center de Timor Leste. Situa-se na Praia dos Coqueiros, distrito da zona oeste de Díli (Suco Bebonuk, sede administrativa de Dom Aleixo, município de Díli), na Avenida Nicolau Lobato. O Timor Plaza é o maior complexo comercial de Timor Leste.

## Histórico
O Timor Plaza foi inaugurado em outubro de 2011. Foi desenvolvido pela Dili Development Lda., que pertence ao Grupo Jape. O Grupo Jape é um grupo de empresas fundado em 1976 em Darwin, Austrália, por Jape Kong Su.
O complexo de oito edifícios tem uma área de 60 mil metros quadrados. O CBD 1 com o próprio centro comercial e o Hotel Timor Plaza, o CBD 2 com escritórios e apartamentos e o centro de entretenimento. Além de restaurantes, pavilhão desportivo e escritórios, o CBD 3 alberga o primeiro e único cinema do país. O primeiro restaurante fast food de Timor Leste, Burger King, também abriu no Timor Plaza. O acesso gratuito à Internet via WLAN é muito popular entre os jovens. Em 2022, foi inaugurado o CBD.
A Embaixada do Brunei está localizada no 5º andar do Timor Plaza Hotel. Quase todas as empresas importantes do país têm escritórios no Timor Plaza, incluindo a Timor Gap EP (companhia petrolífera nacional de Timor-Leste), o Banco Nacional de Comércio de Timor-Leste (BNCTL), o Banco Nacional Ultramarino (BNU), o Grupo Bancário da Austrália e Nova Zelândia (ANZ), o Banco Mandiri, a Deloitte, a Timor Telecom e a Telkomcel.

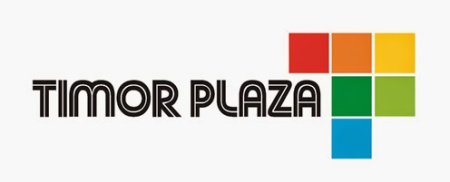

Desde 2014, a Ordem de Malta gere a Clínica Médica Timor Plaza, no piso térreo do centro comercial. Os quartos foram disponibilizados à encomenda pelo Grupo Jape por um período inicial de nove anos. Cerca de 200 pessoas recebem atendimento médico gratuito aqui todos os dias.